# Норт-Волпол (Нью-Гемпшир)
Норт-Волпол (англ. North Walpole) — переписна місцевість (CDP) в США, в окрузі Чешир штату Нью-Гемпшир. Населення — 785 осіб (2020).

## Географія
Норт-Волпол розташований за координатами 43°8′49″ пн. ш. 72°26′48″ зх. д. / 43.14694° пн. ш. 72.44667° зх. д. (43.146935, -72.446559).  За даними Бюро перепису населення США в 2010 році переписна місцевість мала площу 1,78 км², з яких 1,77 км² — суходіл та 0,01 км² — водойми.

## Демографія
Згідно з переписом 2010 року, у переписній місцевості мешкало 828 осіб у 340 домогосподарствах у складі 216 родин. Густота населення становила 465 осіб/км².  Було 387 помешкань (217/км²).
Расовий склад населення:
| - 96,3 % — білих - 0,4 % — чорних або афроамериканців - 0,2 % — корінних американців - 0,2 % — азіатів |

До двох чи більше рас належало 2,5 %. Частка іспаномовних становила 1,4 % від усіх жителів.
За віковим діапазоном населення розподілялося таким чином: 26,3 % — особи молодші 18 років, 61,0 % — особи у віці 18—64 років, 12,7 % — особи у віці 65 років та старші. Медіана віку мешканця становила 37,4 року. На 100 осіб жіночої статі у переписній місцевості припадало 92,6 чоловіків;  на 100 жінок у віці від 18 років та старших — 90,6 чоловіків також старших 18 років.
Середній дохід на одне домашнє господарство  становив 70 766 доларів США (медіана — 71 739), а середній дохід на одну сім'ю — 76 344 долари (медіана — 70 583). За межею бідності перебувало 8,9 % осіб, у тому числі 9,1 % дітей у віці до 18 років та 6,3 % осіб у віці 65 років та старших.
Цивільне працевлаштоване населення становило 588 осіб. Основні галузі зайнятості: освіта, охорона здоров'я та соціальна допомога — 25,0 %, виробництво — 23,5 %, роздрібна торгівля — 12,2 %, фінанси, страхування та нерухомість — 8,2 %.